# Günter Abel (Fußballspieler)
Günter Abel (* 14. Januar 1966) ist ein ehemaliger deutscher Fußballspieler und Fußballtrainer.

## Karriere
Abel bestritt von 1984 bis 1988 für den damaligen Zweitligisten Rot-Weiß Oberhausen 54 Ligaspiele. Dabei erzielte der Abwehrspieler zwei Tore. Als 18-Jähriger schaffte er unter Trainer Friedel Elting den Sprung in die erste Mannschaft und debütierte am 17. November 1984 bei der 1:3-Niederlage gegen die Stuttgarter Kickers in der 2. Liga. Von 1988 bis 1990 spielte er beim 1. FC Bocholt in der Oberliga Nordrhein und wechselte dann für eine Saison zum Ligakonkurrenten Sportfreunde Katernberg. Von 1991 bis 1997 spielte er erneut für Oberhausen in der Oberliga bzw. Regionalliga West. Für Rot-Weiß Oberhausen bestritt Günter Abel insgesamt 203 Ligaspiele und erzielte dabei 15 Tore. In der Saison 1997/98 zog es Abel zum FC Remscheid, die damals in der Regionalliga spielten. Seine Spielerlaufbahn beendete er beim SV Straelen in der Oberliga, wo er bis zum Jahr 2000 spielte.
Im Anschluss an seine aktive Laufbahn wurde Abel als Trainer tätig. Er betreute den VfB Lohberg und den Weseler SV, ehe er zum Jahreswechsel 2005/06 als Trainer der zweiten Mannschaft zu Rot-Weiß Oberhausen zurückkehrte. Im Mai 2006 übernahm er bei der abstiegsbedrohten Regionalliga-Mannschaft von RWO für die letzten vier Saisonspiele das Traineramt. Er konnte den Abstieg des Vereins nicht verhindern und kehrte im Anschluss zur Reservemannschaft zurück, wo er bis Juni 2008 blieb. Im Dezember 2008 übernahm er den Niederrheinligisten VfB Homberg, mit Volker Abel als Co-Trainer. Die Homberger waren mit 8 Punkten abgeschlagen Tabellenletzter. Mit 33 erreichten Punkten in der Rückrunde wurde der Abstieg verhindert. Auch in der Saison 2009/10 blieb Günter Abel Cheftrainer in Homberg und machte aus dem Abstiegskandidaten einen Aufstiegsaspiranten. In der Vorrunde erspielten die Homberger 31 Punkte und belegten nach der Hinrunde den dritten Platz in der Liga. Am Ende der Saison standen die Verbandsligameisterschaft und der Aufstieg in die NRW-Liga. Im August 2011 erwarb er in der Sportschule Kaiserau die A-Trainerlizenz. Bis zum Ende der Saison 2014/15 war Abel in der Oberliga Niederrhein als Trainer des VfB Homberg tätig. Im April 2016 trat er beim Landesligisten FSV Duisburg die Nachfolge des entlassenen Guido Naumann an. Mit dem Verein verpasste er durch den dritten Platz den Oberligaaufstieg. Nach einem schlechten Start in die neue Saison und dem Sturz auf den letzten Tabellenplatz wurde er im September 2016 freigestellt. Von Juli bis Oktober 2017 betreute Abel den Landesligisten SV Sonsbeck. Von März 2018 bis Februar 2019 trainiert er den Bezirksligisten TSV Wachtendonk-Wankum. Im April 2019 übernahm er das Traineramt beim abstiegsbedrohten Landesligisten FSV Vohwinkel, mit dem er in die Bezirksliga abstieg. In der Saison 19/20 stieg er mit FSV Wuppertal Vohwinkel wieder in die Landesliga auf. Ende November 2021 wurde Abel vom Verein beurlaubt. Ende 2023 übernahm er den stark abstiegsgefährdeten Landesligisten SC Düsseldorf-West, konnte den Abstieg in die Bezirksliga aber nicht verhindern. In der Spielzeit 2025/26 trainiert er die zweite Mannschaft von Rot-Weiß Oberhausen, die in der Kreisliga B antritt und einen Neuaufbau erleben soll.
Sein Sohn Florian spielte bis zum Sommer 2012 als Profi für Rot-Weiß Oberhausen. Mit dem 1. FC Bocholt (2022) und dem KFC Uerdingen 05 (2024) konnte er in die Regionalliga West aufsteigen.